# Genosse Don Camillo
Genosse Don Camillo (Originaltitel: Il compagno Don Camillo) ist der fünfte Film aus der Don-Camillo-und-Peppone-Reihe. Er basiert auf dem gleichnamigen Buch von Giovanni Guareschi und ist der letzte vollendete Film der Reihe mit den beiden Hauptdarstellern Fernandel und Gino Cervi.

## Handlung
Das Dorf von Bürgermeister Peppone und Don Camillo bekommt nach endlosen Streitereien eine Partnergemeinde in der Sowjetunion. Als Peppone und die anderen Genossen zu den Feierlichkeiten auf die andere Seite des Eisernen Vorhangs fahren wollen, will sich Don Camillo ihnen anschließen. Dies gelingt ihm, indem er droht, andernfalls einen versuchten Seitensprung des Bürgermeisters dessen Frau bekannt zu machen. Don Camillo beschafft sich falsche Papiere, er ist nun der Genosse Tarocci. Nur einen mitreisenden Journalisten lässt man über die wahre Identität des „Priesterfressers“ im Unklaren. In Russland sind Veranstaltungen zum Kulturaustausch vorgesehen: Ballett, Oper, ein Wettfischen und verschiedene Feste.
Kurz nachdem die italienische Delegation in Russland angekommen ist, kommt es zum Sturz von Chruschtschow, und die Gruppe wird ohne Erklärungen im Hotel festgehalten. Die Dörfler machen sich Sorgen über die politische Weltlage und denken sogar an Flucht in ein italienisches Konsulat, nachdem sie ihre mitgebrachten Geschenke – italienischen Wein, Parmaschinken und Käse – unter sich aufgeteilt haben. Zum Glück wendet sich aber alles zum Guten, und die „italienischen Genossen“ werden wieder freundlich behandelt.
Brusco hatte einen Bruder, der 1941 im Krieg in der Gegend am Don gefallen ist, dessen er sich aber schämt, weil der den Faschisten angehörte, während Brusco ein flammender Kommunist ist. Jedoch hat er seiner alten Mutter versprochen, eine Kerze auf dem Grab des gefallenen Bruders anzuzünden. Don Camillo ist ihm dabei behilflich, die Stelle zu finden.
Der Pope des russischen Dorfes lebt im Untergrund, weil er Angst vor dem örtlichen Bürgermeister hat, einem Erzkommunisten, der die Kirche in einen Kornspeicher umgewandelt hat. Don Camillo überzeugt ihn, der Mutter des Bürgermeisters die Beichte abzunehmen und dessen zahlreiche Kinder zu taufen. Außerdem trainiert er den Priester noch im Faustkampf, damit dieser in Zukunft dem Bürgermeister auf gleicher Höhe begegnen kann.
Der mitgereiste Journalist fängt eine Affäre mit der hübschen russischen Dolmetscherin Nadja an. Am letzten Abend ihres Aufenthaltes verhindert Don Camillo jedoch die fleischliche Vollendung der Affäre, was den Reporter im letzten Moment dazu bewegt, nicht mit den anderen zurückzufliegen, sondern bei dem Mädchen zu bleiben, das er heiraten und anschließend mit nach Italien nehmen will.
Um den russischen Bürgermeister daran zu hindern, nach der Oper vorzeitig nach Hause zu gehen (und dort Don Camillo und den russischen Priester bei ihren religiösen Handlungen zu überraschen), fordert Peppone ihn zum Wodka-Wetttrinken auf: Peppone bleibt zwar Sieger, hat aber so viel getrunken, dass es ihm schlecht geht und ein Arzt gerufen werden muss. Der gibt ihm Tabletten und lässt ihn ein Einlieferungsgesuch für das Krankenhaus unterschreiben. Peppone überfällt eine große Traurigkeit, er möchte keinesfalls „fern der Heimat wie ein Hund zum Sterben alleine gelassen werden“ und schluckt die ganze Schachtel Tabletten. Am Tag darauf bereitet man sich auf die Rückreise nach Italien vor. Peppone wird jedoch vom Arzt zurückgehalten, der Krankenwagen für ihn ist angekommen. Zwar protestiert Peppone, doch man hält ihm das unterschriebene Gesuch vor und so lässt er sich widerwillig einliefern.
Während der Krankenwagen abfährt, macht sich Don Camillo über einen russischen Beamten lustig, im Glauben, dass dieser nichts versteht. Dieser antwortet jedoch in perfektem Italienisch: „Hochwürden, unser Nachrichtendienst ist der beste der ganzen Welt: Wir wussten schon seit deiner Abreise, wer du bist. Aber wir haben vor niemandem Geheimnisse. Sag das dem Papst. Sag ihm, dass es bei uns gar nicht so schlecht ist. Sag ihm, er soll uns besuchen. Gute Reise!“ Don Camillo ist gleichermaßen erschrocken wie verblüfft und macht sich auf den Weg zum Flugzeug. So kehrt die Gruppe ohne Peppone und den Journalisten nach Italien zurück.
Wochen vergehen und aus Russland treffen Postkarten von Peppone ein. Er hat eine Blutwäsche, neue Zähne und weitere medizinische Behandlungen erhalten. Dann kommen keine Postkarten mehr, und Peppones Spur verliert sich. Schließlich wählt der Bischof Don Camillo aus, eine kirchliche Abordnung in die Vereinigten Staaten anzuführen. Zu Camillos Überraschung gehört auch Peppone zu dieser Gruppe, verkleidet als Monsignore mit falschen Papieren und ohne seinen Schnauzbart. Peppone ist auch bestens gerüstet für eine Reise mit Priestern: Unter einem Einband des Brevier führt er die Schriften von Karl Marx bei sich, so wie Don Camillo zuvor in der Sowjetunion das Brevier getarnt unter einem Lenin-Einband bei sich hatte. Don Camillo fragt ihn, wie er ihn zu überzeugen gedenke, ihn mitzunehmen und nicht zu verraten. Peppone zeigt ihm ein in Russland aufgenommenes Foto, das ihn mit Hammer und Sichel unter dem Arm zeigt, während er von einem attraktiven russischen Mädchen auf den Mund geküsst wird. „Was würde wohl der Bischof zu diesem Foto sagen?“ fragt Peppone. Don Camillo gibt nach und nimmt Peppone mit.
Am Ende treffen Don Camillo und Peppone (als Priester verkleidet) am Flughafen ein, wo gerade der Journalist und Nadja frisch verheiratet aus Russland zurückkommen und ziemlich geschockt sind, als sie die beiden „Kommunisten“ im Priesterornat sehen.
Der Film zeigt hier in besonderer Weise Guareschis Haltung, der zwar zeit seines Lebens überzeugter Antikommunist war, aber für seine Kritik am Marxismus immer den Weg der feinsinnigen Satire wählte.
Auch wird die Sowjetunion hier nicht als das „Reich des Bösen“ porträtiert, sondern als ein Land wie jedes andere. In diesem Sinne kann der letzte Satz des russischen Beamten am Ende des Films auch als Fazit aufgefasst werden.

## Synchronisation
Die Synchronfassung entstand bei der Berliner Synchron GmbH. Klaus von Wahl schrieb das Buch und übernahm auch die Dialogregie. Fernandel wird, wie in den ersten beiden Don-Camillo Filmen, von Alfred Balthoff gesprochen. Klaus W. Krause spricht nach Alexandre Rignault in den ersten beiden Filmen und Fernandel in den Filmen 3 und 4 der Don-Camillo Reihe mit Peppone seine dritte Rolle.
| Darsteller          | Rolle               | Synchronsprecher       |
| ------------------- | ------------------- | ---------------------- |
| Fernandel           | Don Camillo         | Alfred Balthoff        |
| Gino Cervi          | Peppone             | Klaus W. Krause        |
| Leda Gloria         | Signora Bottazzi    | n.n.                   |
| Saro Urzì           | Brusco              | Eduard Wandrey         |
| Gianni Garko        | Scamoggia           | Lutz Moik              |
| Marco Tulli         | Smilzo              | Dietrich Frauboes      |
| Silla Bettini       | Bigio               | n.n                    |
| Graziella Granata   | Nadja               | Uta Hallant            |
| Alessandro Gottlieb | Ivan                | n.n                    |
| Paul Muller         | Russischer Priester | n.n                    |
| Riccardo Cucciolla  | Erzähler            | Joachim Cadenbach      |
| Renzo Ricci         | Stimme Jesu         | Ernst Wilhelm Borchert |

## Kritiken
„Letzter und wenig amüsanter Film der „Camillo-und-Peppone“-Serie.“

„köstliche Typisierungen, dralle Situationskomik, wunderbares Pferdegrinsen Fernandels.“

## DVD-Veröffentlichung
- Genosse Don Camillo. Fünfter Film der Sammleredition (5-DVD-Set) Don Camillo & Peppone. Kinowelt Home Entertainment 2003

## Bearbeitungen für die Bühne
- Riccardo F. Esposito: Don Camillo e Peppone. Cronache cinematografiche dalla Bassa Padana 1951–1965, Le Mani – Microart’s, Recco (Genua, Ligurien, Italien), 2008.